# Multiquaestia
Multiquaestia là một chi bướm đêm thuộc họ Tortricidae.

## Các loài
- Multiquaestia albimaculana Karisch, 2005